# National Safety Council
Le National Safety Council est une organisation américaine promouvant la santé et la sécurité fondée en 1913.
Le groupe se concentre sur les domaines où se produisent le plus grand nombre de blessures et de décès évitables, notamment la sécurité au travail, l'abus de médicaments sur ordonnance, la conduite chez les adolescents, l'utilisation du téléphone portable au volant et la sécurité dans les foyers et les collectivités. 